# Palesztinai front

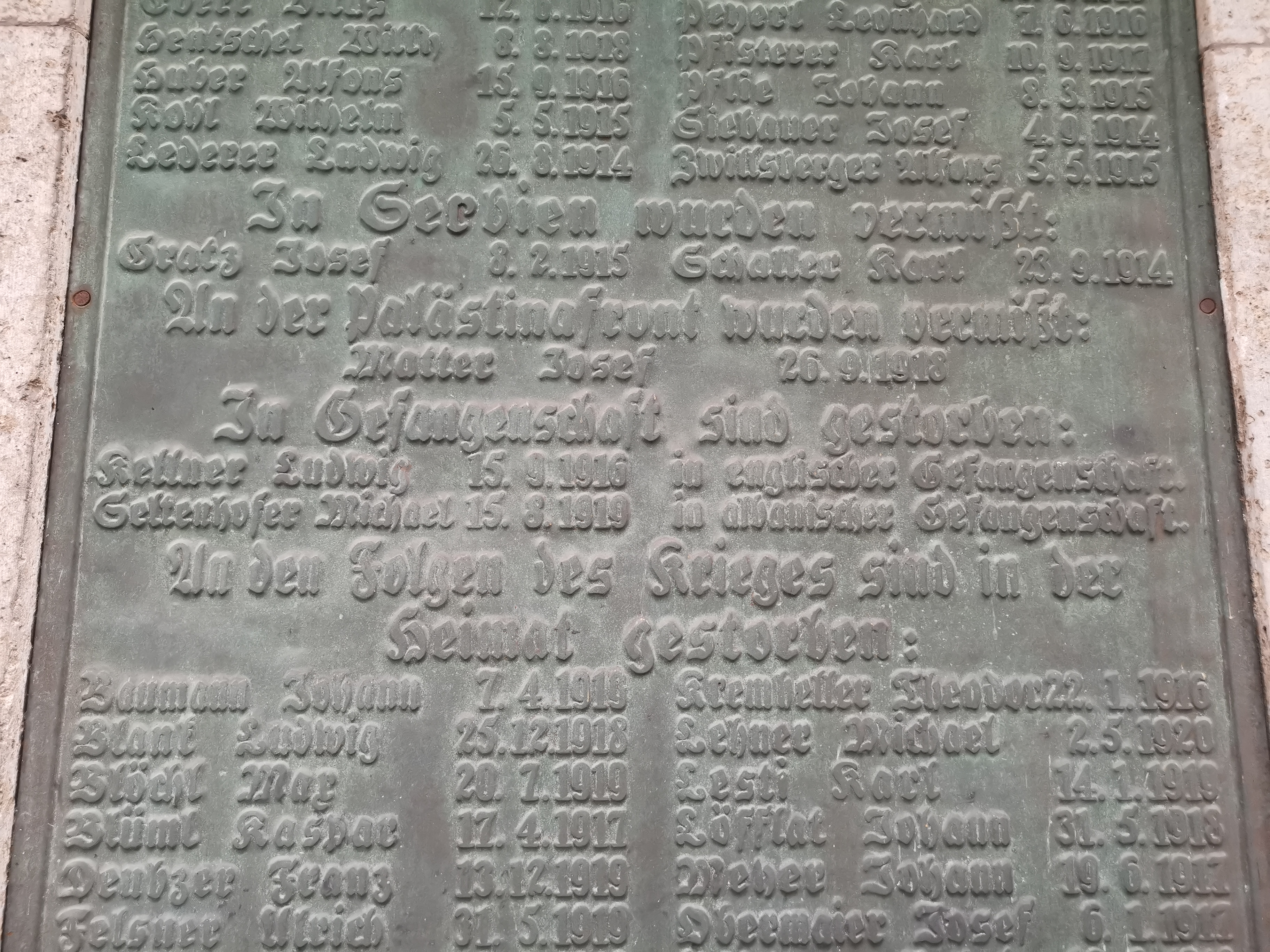
Egy a palesztinai fronton eltűnt német katona emlékműve München Thalkirchen városrészében

A palesztinai front avagy a sínai és palesztinai front az első világháború egyik mellékhadszíntere volt, ahol 1915-től 1918-ig főként a Brit Birodalom és az Oszmán Birodalom haderői vívtak harcot egymással. 

## A hadszíntér eseményei

### A sínai front 1915–1916
A britek 1882 óta jelen voltak katonailag az Oszmán Birodalomhoz tartozó Egyiptomban, és 1914. december 19-én felállították az Egyiptomi Szultanátus bábállamot, melynek védnökei lettek, ellenőrzés alatt tartva így a Szuezi-csatornát. 
A sínai front 1915 január 26-án nyílt meg az Oszmán Birodalomnak a Szuezi-csatorna irányába tett támadó hadműveletével, azonban az Egyiptomban állomásozó brit csapatoknak az El Qantara és Szuez melletti összecsapások révén sikerült megvédeniük a vízi útvonalat. A Sínai-félsziget a törökök kezén maradt hosszabb ideig. A törökök sikerét erősen hátráltatta a nehézkesen beérkező utánpótlás, ennek a javítására a velük szövetséges Német Birodalom és a Monarchia 1915-ben megépítették Palesztinában az ehhez szükséges vasútvonalat Birüssebiig (a mai Berseváig, amit 1916 nyár elejéig a Sínai-félszigetig meghosszabbítottak. Az Oszmán Birodalom többi frontja (Gallipoli, mezopotámiai front és a kaukázusi front) csak 1916 júniusában tette lehetővé egy itteni támadó hadművelet végrehajtását. A törökök ekkor újra megpróbáltak betörni a Sínai-félszigetre, amiben ezúttal már a Friedrich Kreß von Kressenstein tüzérségi tábornok vezette német Ázsia-hadtest (Asien-Korps) is segítségére volt, de ez a hadművelet sem járt sikerrel. Közvetlenül ez után a britek Archibald Murray vezetésével ellentámadást indított a Sínai-félszigeten elveszített területek visszaszerzésére és maghdabai csata (1916. december 23.) után 1917 februárjáig sikerült elfoglalniuk Al-Arist és Rafahot.

### 1917
Az eddig gyakran sínai frontként említett hadszíntet a harci események északabbra tolódásával már palesztinai frontnak nevezik. A török 8. hadsereg sikeresen védelmezte a Gáza–Tel el Seria–Berseva vonalat Kreß von Kressenstein tábornok vezetése alatt. 1917 márciusában és áprilisában a britek két Gáza ellen indított támadása a hatékony török–német védekezés miatt sikertelen volt és ezt követően lövészárokháború alakult ki ezen a fronton is. Az első gázai csata (1917. március 26-28.) brit kudarccá vált, mivel Murray helyettese, Charles Macpherson Dobell tábornok röviddel a döntő áttörés bekövetkezte előtt visszavonta a lovasságát. A második gázai csata (április 17–19.) sem vezetett eredményre, ami után Philip Chetwode tábornok vette át Dobell helyét, Murray-ét pedig Edmund Allenby tábornok.
Az Egyiptomi Expedíciós Haderő az ő vezetésével sikeres offenzívát indított a Dzsemal pasa vezette oszmán hadsereg ellen. 1917 júliusának közepére az Enver pasa irányítása alatt álló török hadvezetés Erich von Falkenhayn tábornokot kérte fel az „F” jelű hadseregcsoport (Yildirim hadseregcsoport) vezetésének átvételére, melyet Irak területén és Aleppó térségében szerveztek újjá. A török vezetéssel lefolytatott viták után Falkenhaynt szeptember 7-én kinevezték a Palesztinában harcoló 7. és 8. török hadsereg főparancsnokává is.

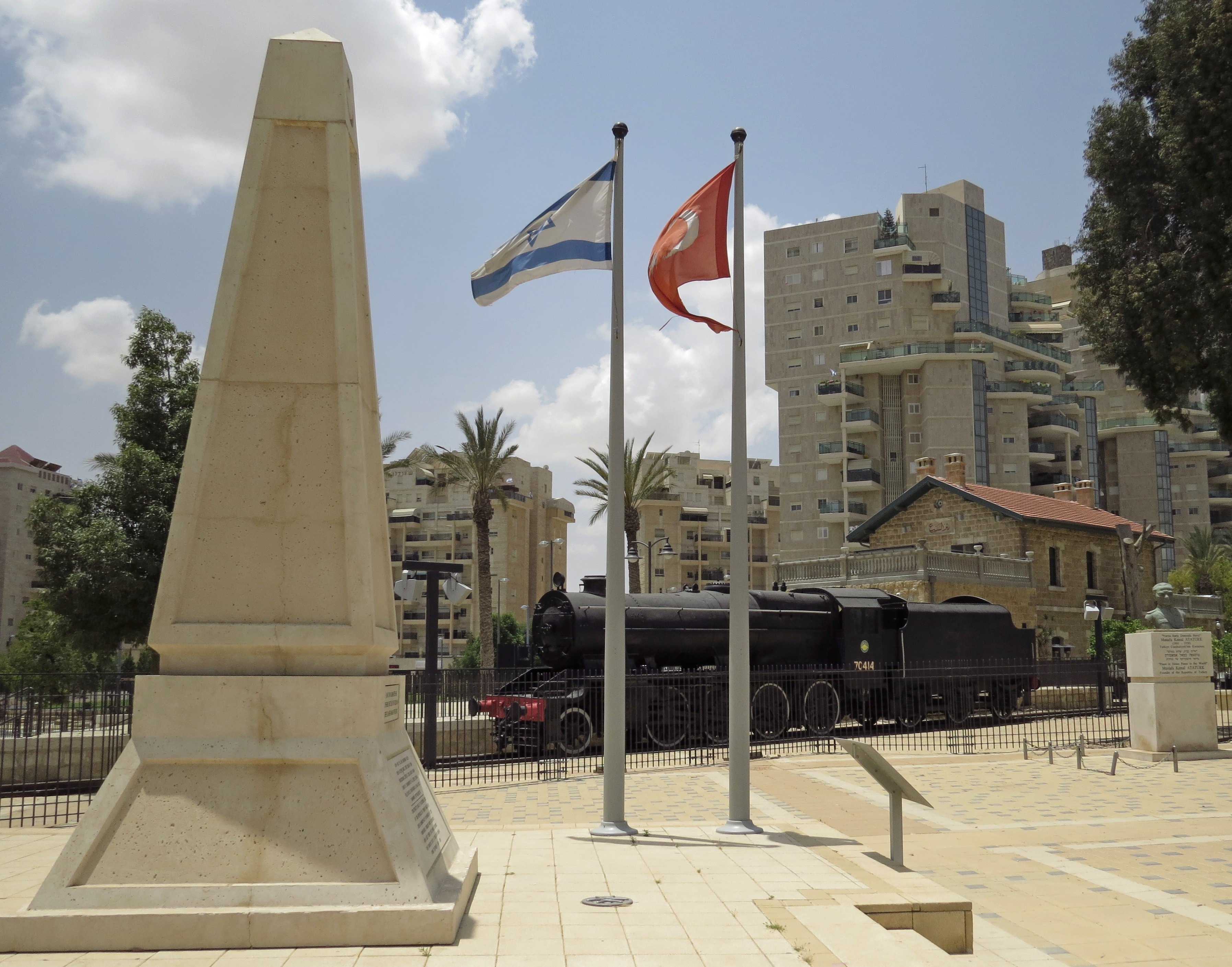
A bersebai csatában elesett török katonák emlékműve a régi bersebai vasútállomásnál, háttérben egy múzeumként szolgáló lokomotívval (Beér-Seva, 2015)

Allenby haderejét jelentősen megerősítették és nagy segítséget jelentettek számára az arab felkelők által a török utánpótlási vonalak ellen végrehajtott támadások. Október végén–november elején a brit erőknek sikerült áttörniük Gázánál és északi irányban előrenyomulniuk. A háború utolsó nagy lovasrohamára 1917. október 31-én került sor az ausztrál 4. könnyű lovasdandár és a brit 5. lovasdandár részvételével Bersebánál.
November 7-én Allenby-nek sikerült bevennie a jelentősen megerősített Gázát a harmadik gázai csatában. A török ellenállás ekkor összeomlott és a december 9-ei jeruzsálemi csata után a palesztin főváros is a kezére került. Allenby két nappal később, december 11-én vonult be a városba.

### 1918
1918. február 19-én Falkenhaynt visszarendelték Palesztinából és Otto Liman von Sanders tábornok vette át tőle a török hadseregcsoport vezetését. 1918 februárjában a britek megszállták Jerikót, de az Ammán ellen indított ezutáni támadásuk ekkor még nem járt sikerrel, ami hónapokon át elhúzódó lövészárokháborúhoz vezetett a Jordán folyó völgyében. A megiddói csata révén sikerült elérniük a brit csapatoknak a döntő áttörést szeptember 19-én és kivívniuk a győzelmet a palesztinai fronton. A britek szeptember 24-én szállták meg Ammánt. A törökök kénytelenek voltak Daraa-n keresztül visszavonulni Damaszkuszba, Daraat szeptember 27-én szállta meg harc nélkül a visszavonulókat üldöző arab lovasság. A palesztinai hadműveleteknek Damaszkusz arabok általi bevétele vetett véget október 1-én. Az Oszmán Birodalom 1918. október 30-án kénytelen volt fegyverszünetet kötni. A mudroszi fegyverszüneti egyezmény értelmében az eddig megszállt oszmán területeken túl a Márvány-tenger tengerszorosait és Anatólia nagy részét is megszállhatták az antanthatalmak.

## Linkek
- Turkey in the First World War: Palestine Archiválva 2021. október 28-i dátummal a Wayback Machine-ben auf turkeyswar.com

## Lásd még
- Sykes–Picot-egyezmény